# همر (فیلم ۲۰۰۷)
همر (انگلیسی: The Hammer) یک فیلم است که در سال ۲۰۰۷ منتشر شد.